# Chemie- und Industriepark Zeitz

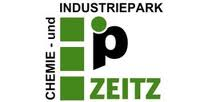
Logo des Industrieparks

Der Chemie- und Industriepark Zeitz ist ein auf die Chemieindustrie ausgerichteter Industriepark in Elsteraue.
Die 15 im Park produzierenden Unternehmen beschäftigen mehr als 600 Mitarbeiter und erwirtschaften einen Jahresumsatz von etwa 300 Millionen Euro. Die Produktpalette reicht von Adipinsäure, hochwertigen Basisölen, Weizenstärke, Wachsprodukten (darunter Öl- und Chemikalienbindemittel) bis zu Industrieklebstoffen. Weitere rund 400 Mitarbeiter am Standort sind in Unternehmen der Energieerzeugung, industrienahen Dienstleistungen sowie Forschung und Entwicklung tätig. Betreiber und Standortentwickler des 232 Hektar großen Areals ist die Infra-Zeitz Servicegesellschaft mbH.

## Lage und Verkehrsanbindung
Der Chemie- und Industriepark Zeitz gehört zur Gemeinde Elsteraue und befindet sich 5 Kilometer entfernt von der Stadt Zeitz und 40 Kilometer südlich der Großstadt Leipzig. Der Park zählt zum mitteldeutschen Chemiedreieck. In der Nachbarschaft befinden sich der Chemiepark Leuna, die Total Raffinerie Mitteldeutschland sowie der Chemiepark Bitterfeld-Wolfen. Die im Chemie- und Industriepark Zeitz ansässigen Unternehmen unterhalten darüber hinaus Lieferbeziehungen in den Agrochemiepark Piesteritz und zur BASF Schwarzheide.
Der Chemie- und Industriepark Zeitz ist im Inneren durch ein etwa 9 Kilometer umfassendes Straßensystem erschlossen und durch ein rund 4 Kilometer langes Ringgleis, das an die Bahnstrecke Zeitz–Altenburg angebunden ist. Mittels einer vom Chemiepark Leuna kommenden Pipeline werden die ansässigen Betriebe mit Wasserstoff versorgt.

## Geschichte
Der Chemie- und Industriepark Zeitz geht auf das 1937 bis 1939 von der BRABAG errichtete Hydrierwerk Zeitz zurück, das aus einheimischen Braunkohlenschwelteeren Treib- und Schmierstoffe im Bergius-Pier-Verfahren gewann. Die Kapazität betrug rund 300.000 Tonnen jährlich. Nach dem Wiederaufbau der im Zweiten Weltkrieg schwer zerstörten Produktionsanlagen wurde der Standort in den 1970er Jahren um eine Erdölraffinerie ergänzt (Kapazität: circa 2,8 Millionen Tonnen pro Jahr) und die Hydrieranlagen auf einen Durchsatz von rund 700.000 Tonnen erweitert. In den Folgejahren profilierte sich das Hydrierwerk Zeitz als Basisproduzent der petrolchemischen Industrie der DDR und beschäftigte mehr als 4.000 Mitarbeiter. Zu den Hauptprodukten zählten weltweit exportierte Dieselkraftstoffe, Zweitakt-Motorenöle (unter anderem Marke „Hyzet“), weitere Schmierstoffe und Paraffine. Das Hydrierwerk war zuletzt Teil des VEB Petrolchemisches Kombinat (PCK) in Schwedt/Oder.
Anfang der 1990er Jahre wurde die Verarbeitung carbochemischer Produkte sowie die Schmieröl- und Paraffinproduktion eingestellt. Es folgten die Stilllegung der Erdölverarbeitung und die Schließung des Hydrierwerkes. Gleichzeitig begann Mitte der 1990er Jahre die Demontage aller Industrieanlagen und eine vollständige Sanierung des 232 Hektar großen Areals. Schrittweise wurde das Gelände unter Federführung der 1996 gegründeten ZSG Zeitzer Standortgesellschaft mbH (2010 umfirmiert in Infra-Zeitz Servicegesellschaft mbH) zu einem modernen, offenen Chemiepark entwickelt. In fünf Entwicklungsabschnitten wurden bis 2012 umgerechnet mehr als 100 Millionen Euro in die Sanierung, den Ausbau und die Neuerrichtung industrieller Infrastrukturanlagen investiert. Bis 2016 beabsichtigt die Infra-Zeitz Servicegesellschaft mbH noch einmal etwa 13 Millionen Euro für die Erweiterung der Entsorgungs- und Aufbereitungsanlagen sowie die weitere Baufeldfreimachung aufzuwenden. Die Bodenverunreinigungen sollen im Rahmen eines „Ökologischen Großprojektes“ durch die Landesanstalt für Altlastenfreistellung des Landes Sachsen-Anhalt schrittweise eingedämmt oder entfernt werden.

## Ressourcen und Infrastrukturen
Die Dienstleistungen werden im Chemie- und Industriepark Zeitz durch verschiedene Unternehmen angeboten. Als Standortbetreiber übernimmt die Infra-Zeitz Servicegesellschaft die Bündelungsfunktion. Die Infra-Zeitz ist im Wesentlichen die territoriale Wasserver- und Abwasserentsorgerin sowie Immobilieneigentümerin.
Im Chemie- und Industriepark Zeitz sind zwei Forschungsinstitute ansässig: Das Helmholtz-Zentrum für Umweltforschung – UFZ und die ifn Forschungs- und Technologiezentrum GmbH (ifn). Als akkreditiertes Analyselabor ist das ifn seit 1993 in den Bereichen Entwicklung chemischer Technologien, Umwelttechnologien sowie Biotechnologie am Standort tätig. Das ifn realisiert Ideen von der ersten Versuchsphase im Labor- und klein-technischen Maßstab bis zur großtechnischen Anlage. Das UFZ ist die einzige Forschungseinrichtung der Helmholtz-Gemeinschaft Deutscher Forschungszentren, das sich seit 1991 ausschließlich mit den Wechselwirkungen zwischen Mensch und Umwelt in dicht besiedelten städtischen sowie industriellen Ballungsräumen befasst. Das UFZ erprobt seit 2001 am Standort innovative Flächen-Sanierungskonzepte.
| Energie, technische Gase, Wasser/Abwasser | Elektroenergie (110 kV, 20 kV, 400 V), Erdgas, Dampf, Wasserstoff, Stickstoff, Druckluft, Kondensat, Trinkwasser, Deionat (VE-Wasser), Brauchwasser, Löschwasser, Prozesswasser (Trinkwasserqualität), Rückkühlwasser, Abwasserentsorgung (Industrieabwasser, häusliches Schmutz- und Regenwasser) |
| Infrastrukturnetz                         | Straßennetz, Gleisnetz, Kabeltrassen, Rohrbrücken und -trassen, Telekommunikationsnetz |
| Dienstleistungen                          | Forschung & Entwicklung, Analytik, Industrie- und Bauservice, Transport, medizinische Versorgung, Kultur- und Kongresszentrum, Catering/Kantine, Start-up-Hilfe (z. B. Lohnbuchhaltung), Gemeindeverwaltung (Elsteraue)                                                                            |
| Immobilien/Baufelder                      | Vermietung von Gewerbeimmobilien/Büros, Verkauf von Baufeldern (insg. ca. 60 ha). |

## Altlasten des Standortes
Die durch die Bombenangriffe im Zweiten Weltkrieg in den Untergrund gelangten Mineralölkohlenwasserstoffe und Benzol kontaminierten das Grundwasser. Nach Untersuchungen des Umweltbundesamtes waren dabei alle Grundwasserleiter in dem Gebiet betroffen. Die Grundwasserkontamination hatte sich leicht ausgebreitet und eine Sanierung war nach Angaben des Umweltbundesamtes mit verhältnismäßigen Mitteln unmöglich.
Bodenverunreinigungen sollten daher im Rahmen eines „ökologischen Großprojektes“ durch die Landesanstalt für Altlastenfreistellung des Landes Sachsen-Anhalt schrittweise eingedämmt oder entfernt werden.
Das Helmholtz-Zentrum für Umweltforschung – UFZ betreibt am Standort zwei Versuchsanlagen zur Dekontamination von Böden mit leicht flüchtigen Kohlenwasserstoffen. Dabei kommen verschiedene Techniken zum Einsatz. Dies sind Bodenerwärmung mit Wasserdampf oder Radiowellen sowie eine Anlage zum biologischen Abbau der Schadstoffe. Mit der Inbetriebnahme einer Anlage zur Grundwassersanierung wurde der Chemie- und Industriepark Zeitz 2007 zum Modellstandort für Altlastensanierung.

## Ansässige Unternehmen
Im Chemie- und Industriepark Zeitz ansässige Unternehmen:
Industriebetriebe
- Deurex (wachsbasierte Öl- und Chemikalienbindemittel)
- Interstarch (modifizierte Weizenstärke)
- Jowat Klebstoffe (Industrieklebstoffe)
- Münzing Micro Technologies (mikronisierte Wachse)
- METEX Group
- Radici Chimica Deutschland (Adipinsäure, Salpetersäure, Cyclohexanol, Cyclohexanon)
- Puraglobe Germany (Aufbereitung von Altölen zu Basisölen)
- Remondis PET Recycling

Industriedienstleister
- Alexander & Partner Klima- und Kältetechnik
- Archikart Software
- ARCO Transportation
- Bioraffinerie Elsteraue (Gasversorgung)
- Bohr und Brunnenbau
- Diepa (Arbeitnehmerüberlassung)
- EDV-Beratung Baumgarten
- Envia Mitteldeutsche Energie (Elektrizitätsversorgung)
- Feuerschutz Horst Wilhelm
- Helmholtz-Zentrum für Umweltforschung – UFZ
- HL Komm
- HL WILA (Fenster, Türen, Rollläden, Markisen, Rolltore, Sonnenschutztechnik)
- ifn Forschungs- und Technologiezentrum
- Infra-Zeitz Servicegesellschaft (Prozesswasser, Rückkühlwasser, Dampf, Abwasserentsorgung)
- KSB Service (Pumpen- und Armaturentechnik)
- Linde plc
- Heinrich Bechert + Partner (Ingenieurbüro)
- Progas
- Rothe Elektro
- SBE Zweite Solar- und Bioenergie Droßdorf
- Solarpark Elsteraue / Solarpark Zeitz
- Stadtwerke Zeitz
- Weber Industrieller Rohrleitungsbau & Anlagenbau
- Zeitzer innovative Arbeitsfördergesellschaft

Sonstige Dienstleistungen
- Abwasserzweckverband
- Foto Weimer
- Hlawaty und Zägel (Finanzdienstleistungen)
- Gemeinde Elsteraue (öffentliche Verwaltung)
- Veranstaltungsservice Deuser
- Zentrum für Arbeitsmedizin